# 1708年外交特權法令
《1708年外交特權法令》（英語：Diplomatic Privileges Act 1708；7 Ann c 12）是英國國會的一項法令，又稱《安妮法令》（Act of Anne）或《安妮法規》（Statute of Anne）。（《1710年版權法令》也被稱作《安妮法規》，不應與該法令相混淆。）

## 背景
該法令是由於1708年發生的事件而通過的，當時俄羅斯大使安德烈·馬特維耶夫（Andrey Matveyev）被代表其債權人的倫敦執達吏逮捕和監禁。馬特維耶夫後獲保釋，最後在沒有出示召回信的情況下離開了英國。為了安撫俄國彼得大帝，該法令獲得通過，首次將英國的外交豁免置於法定依據上。

## 條文
該法令訂定，針對大使及其僱員或傭工的所有民事法律程序均無效；另訂定，所有提起此類法律程序或企圖執行此類法律程序的人應「被視為違反國際法」並受到相應的懲罰。
有人稱該法令屬宣布普通法（不成文法）之性質，儘管後來的當局對此表示懷疑。

## 廢除
該法令第6條至「pleading and」止的部分由《1887年成文法編正法令》第1條及附表廢除。
整部法令由《1964年外交特權法令》第8(4)條及附表2廢除。它在某些英聯邦司法管轄區可能仍然有效。